# Saint-Mathurin
Saint-Mathurin è un comune francese di 1 896 abitanti situato nel dipartimento della Vandea nella regione dei Paesi della Loira.

## Società

### Evoluzione demografica
Abitanti censiti